# Frederick Gordon-Lennox (9e duc de Richmond)
Frederick Charles Gordon Lennox (5 février 1904-2 novembre 1989) est un pair britannique, ingénieur, pilote de course et promoteur de courses automobiles.

## Biographie
Freddie Richmond, comme on l'appelait, est le troisième fils de Charles Gordon-Lennox (8e duc de Richmond) et Hilda Brassey. Il fait ses études au Collège d'Eton et à Christ Church, à Oxford. Son intérêt pour l'ingénierie commence alors qu'il est à l'université, puis il est apprenti chez Bentley Motors. Il commence une carrière de course automobile en 1929 quand il participe au JCC High Speed Trial. L'année suivante, il est membre de l'équipe d'Austin et remporte le Brooklands 500 Miles. Il crée sa propre équipe de MG Midgets en 1931 et remporte la course Brooklands Double Twelve, mais s'implique ensuite davantage dans le côté organisationnel du sport automobile.
Il hérite du duché en 1935, avec le domaine Goodwood et l'hippodrome. Les droits de successions l'obligent à vendre les domaines de la famille en Écosse, notamment Gordon Castle, et à s'installer à Goodwood House près de Chichester. Il conçoit et pilote son propre avion et sert dans la Royal Air Force pendant la Seconde Guerre mondiale. Pendant un certain temps, il est basé à Washington, travaillant pour le ministère de la production aéronautique.
Après la guerre, il est confronté à la tâche de réhabiliter Goodwood et voit le potentiel de créer un circuit de course automobile à partir de la station de chasse construite à Goodwood pendant la Seconde Guerre mondiale. Les courses de chevaux sont une partie importante de la scène Goodwood, mais il ne partage pas l'intérêt de ses ancêtres pour le sport. Le circuit de Goodwood devient un lieu important de la course automobile. Cependant, en 1966, le duc est préoccupé par les risques croissants impliqués dans la course automobile et ferme le circuit, à l'exception des activités mineures du club et des tests privés.
Le duc est le vice-président le plus ancien du Royal Automobile Club, auquel il est associé depuis 1948. Dès les années trente, il est le correspondant automobile de l' arbitre du dimanche et devient le président fondateur de la Guild of Motoring Writers.
Le duc est apparu dans l'épisode du 14 décembre 1958 de la version américaine de What's My Line?.

## Mariage et enfants
Il épouse Elizabeth Grace Hudson (1900–1992) le 15 décembre 1927. Elle est la fille du révérend Thomas William Hudson et son épouse, Alethea Matheson, et la sœur de l'évêque Noel Hudson (en). Ils sont mariés pendant soixante et un ans et ont deux enfants:
- Charles Gordon-Lennox (10e duc de Richmond) (19 septembre 1929 - 1er septembre 2017)
- Nicholas Charles Gordon Lennox (31 janvier 1931 - 11 octobre 2004), épouse Mary Williamson et a des enfants. Il est l'ambassadeur britannique en Espagne de 1984 à 1989